# 420 î.Hr.

## Decese
- dată necunoscută: Protagoras filozof presocratic (n. 486 î.Hr.)

## Legături externe
Materiale media legate de 420 î.Hr. la Wikimedia Commons